# Pekín Express
Pekín Express fou un concurs espanyol de telerealitat. Entre 2008 i 2011 va ser emès per la cadena de televisió Cuatro, el 2015 per Antena 3 i el 2016 per laSexta. En el concurs, deu parelles han de recórrer 10.000 km per a guanyar un premi de 100.000 euros, a més dels diners que vagin aconseguint en cada etapa. La primera temporada del programa va ser presentada per Paula Vázquez, la segona i tercera per Raquel Sánchez-Silva, la quarta per Jesús Vázquez i, des de la cinquena, per Cristina Pedroche.
La productora propietària del format és la belga Eccholine, amb seu a Anvers (Bèlgica), mentre que en Espanya és produït per Boomerang TV.
Es tracta de la versió espanyola del format internacional Peking Express, original de Bèlgica i Països Baixos, estrenat el 2004, que ha tingut diferents versions en diversos països europeus com França, Dinamarca, Noruega, Suècia, Alemanya e Itàlia. El concurs segueix al seu torn el deixant del format original estatunidenc The Amazing Race, sense ser-ne una adaptació oficial. Al Marroc, el canal 2M va crear la seva versió anomenada Dakar-Fez Express, que, com el seu nom indica, és una ruta des de Dakar (Senegal), fins a Fes (Marroc), passant per Mauritània. A Portugal es va adaptar amb el nom A grande aventura, amb una ruta en Indonèsia.
El programa en la seva versió espanyola va arribar a emetre quatre edicions en la seva primera etapa a Cuatro. El programa va perdre audiència al llarg de les edicions, fins que el 2012 Mediaset va decidir no realitzar més edicions. L'última va ser emesa entre setembre i desembre de 2011 sota el nom Pekín Express: Aventura en África.
El 16 de gener de 2015, Atresmedia va comunicar que s'havia fet amb els drets. La cinquena temporada, primera en Antena 3, es va estrenar el 25 de maig i va comptar amb Cristina Pedroche en les labors de directora de carrera. Va ser la temporada amb la millor mitjana de quota de pantalla de totes les emeses, però sense arribar a complir les expectatives de la cadena. Després d'això, des de la seva sisena edició el programa va passar a emetre's a laSexta comptant amb el mateix equip de la seva anterior etapa i la seva presentadora Cristina Pedroche. La sisena edició va donar principi el 5 d'abril de 2016 i va finalitzar el 28 de juny de 2016 amb un 7,8% de quota, encara que de moment es desconeix el futur del reality, es dona per confirmada una setena edició en aquesta mateixa cadena per al 2017, ja que el grup Atresmedia es mostra molt satisfeta amb els resultats del programa en la segona cadena del grup. No obstant això, a principis de 2017, Cristina Pedroche va confirmar, a través d'una entrevista, que de moment no li havien proposat presentar una setena edició del format i que actualment no hi havia cap buit per a produir-lo.

## Format

### Mecànica del concurs
Les parelles han de recórrer els 10.000 km que separen dues ciutats en 13 etapes de 2/3 dies cadascuna; la parella que arriba en última posició és eliminada, tret que els salvi el sobre que porta la parella guanyadora de l'última etapa. Els concursants tenen un pressupost d'un euro per persona i dia per a aconseguir menjar, mentre que el transport i l'allotjament han d'aconseguir-lo gratuïtament.

### Jocs d'immunitat
A meitat de cada etapa, els concursants més ràpids participen en la prova per la immunitat. La parella que guanyi la prova aconsegueix un adhesiu verd amb el seu nom que els impedeix ser eliminats en aquesta etapa, encara que arribin últims a la meta.
En algunes edicions, els guanyadors del joc d'immunitat compten també amb allotjament privilegiat, més un sopar per part del programa per a aquesta nit. En altres ocasions, tots els participants de la prova d'immunitat són transportats a algun temple/ciutat per a realitzar allí la prova, mentre la resta de concursants segueixen la carrera en peus o autoestop fins a un punt acordat.

### Eliminació
Al final de cada etapa, el/la director/a de carrera informa les parelles de la seva posició en aquesta etapa (el rànquing de posicions). La parella que arribi en última posició ha d'abandonar el programa, tret que el sobre lacrat de l'última etapa contingui una targeta de color verd. Si el sobre porta targeta vermella, la parella abandona immediatament el concurs.
En les etapes en les quals el sobre lacrat és verd, i que per tant no són eliminatòries, tots els concursants passen a la següent etapa; però la parella que va arribar en última posició i que va ser salvada per la targeta verda, haurà de fer el recorregut amb un hàndicap. El hàndicap pot alentir en bona part el viatge d'aquesta parella, encara que això depèn en gran part de la perícia dels concursants.

### Equip de supervivència
Els concursants compten amb una sèrie d'elements que els són útils per a cobrir les seves etapes:
- La motxilla: porten roba, el menjar que han pogut comprar i els sacs per a dormir al ras. Els aventurers han de portar-la obligatòriament a l'hora d'arribar al llibre vermell (Joc d'immunitat) o a la meta.
- Un cerca: amb ell reben ordres del programa com que a les 18.00 han de parar i buscar allotjament.
- Mapa: el mapa els marca on han d'anar i perquè zones poden desplaçar-se.
- Fitxes d'idioma: les fitxes de llengua ajuden els concursants a comunicar amb els habitants de cada país.

## Rutes

### Pekín Express: La Ruta del Transsiberià (2008)
Primera ruta realitzada, emesa des del 13 de setembre de 2008 fins al 7 de desembre de 2008, amb una ruta entre Pskov, a Rússia i Pequín, a la Xina.

#### Concursants
|                  |                   | Lloc de residència | Edat                                 | Relació                     | Durada           | Etapes guanyades | Etapes immunes                 | Informació |
| ---------------- | ----------------- | ------------------ | ------------------------------------ | --------------------------- | ---------------- | ---------------- | ------------------------------ | ---------- |
|                  | Fernando i María  | Alacant            | 30 i 34 anys                         | Parella de nuvis en crisis. | 13 etapes        | 6a, 12a i Final  | 2a, 3a, 6a, 7a, 10a, 11a i 12a | Guanyadors |
| Martha i Javier  | València          | 33 i 19 anys       | Treballadora domèstica i el seu cap. | 13 etapes                   | 3a               | Mai              | 2us Finalistes                 |            |
| José i Oier      | Vitòria           | 39 i 25 anys       | Professor de religió i exalumne.     | 12 etapes                   | 2a, 8a, 9a i 11a | 9a               | 6a eliminació                  |            |
| Ainhoa i Idoia   | Santander         | 27 anys            | Germanes bessones.                   | 10 etapes                   | 7a i 10a         | 5a i 8a          | Abandó forçat                  |            |
| Carlos i Mario   | Madrid            | 51 i 54 anys       | Amics i advocats.                    | 7 etapes                    | 1a, 4a i 5a      | 4a               | 5a eliminació                  |            |
| Juanan i Tony    | Sevilla           | 24 i 22 anys       | Amics i drags.                       | 5 etapes                    | Mai              | Mai              | 4a eliminació                  |            |
| Bego i Noel      | Saragossa         | 49 i 22 anys       | Mare i fill.                         | 4 etapes                    | Mai              | 1a               | Abandó voluntari               |            |
| Carol i Marimar  | Màlaga            | 26 i 33 anys       | Amigues gogós.                       | 3 etapes                    | Mai              | Mai              | 3a eliminació                  |            |
| Víctor i Encarna | Barcelona         | 40 i 41 anys       | Casats.                              | 2 etapes                    | Mai              | Mai              | 2a eliminació                  |            |
| Carmen i Josemi  | Sevilla i Granada | 45 i 29 anys       | Parella de desconeguts.              | 1 etapa                     | Mai              | Mai              | 1a eliminació                  |            |

#### Rànquing per etapes
| Equip            | Relació              | Posició per etapa | Posició per etapa | Posició per etapa | Posició per etapa | Posició per etapa | Posició per etapa | Posició per etapa | Posició per etapa | Posició per etapa | Posició per etapa | Posició per etapa | Posició per etapa | Posició per etapa |
| Equip            | Relació              | Etapa 01          | Etapa 02          | Etapa 03          | Etapa 04          | Etapa 05          | Etapa 06          | Etapa 07          | Etapa 08          | Etapa 09          | Etapa 10          | Etapa 11          | Etapa 12          | Etapa 13          |
| ---------------- | -------------------- | ----------------- | ----------------- | ----------------- | ----------------- | ----------------- | ----------------- | ----------------- | ----------------- | ----------------- | ----------------- | ----------------- | ----------------- | ----------------- |
| Fernando i María | Novios               | 8us               | 4us               | 7us               | 2us               | 5us               | 1us               | 3us               | 3us               | 3us               | 4us               | 3us               | 1us               | 1us               |
| Martha i Javier  | Empleada i cap       | 4us               | 3us               | 1us               | 5us               | 4us               | 3us               | 4us               | 2us               | 4us               | 2us               | 2us               | 2us               | 2us               |
| José i Oier      | Professor i exalumne | 5us               | 1us               | 4us               | 6us               | 3us               | 2us               | 2us               | 1us               | 1us               | 3us               | 1us               | 3us               |                   |
| Ainhoa i Idoia   | Germanes bessones    | 2as               | 2as               | 5as               | 3as               | 2as               | 5as               | 1as               | 4as               | 2as               | 1as               |                   |                   |                   |
| Carlos i Mario   | Amigos               | 1us               | 6us               | 3us               | 1us               | 1us               | 4us               | 5us               |                   |                   |                   |                   |                   |                   |
| Juanan i Tony    | Amigos               | 7us               | 8us               | 6us               | 4us               | 6us               |                   |                   |                   |                   |                   |                   |                   |                   |
| Bego i Noel      | Mare i fill          | 6us               | 7us               | 2us               | —                 |                   |                   |                   |                   |                   |                   |                   |                   |                   |
| Carol i Marimar  | Amigues              | 3as               | 5as               | 8as               |                   |                   |                   |                   |                   |                   |                   |                   |                   |                   |
| Víctor i Encarna | Casats               | 9us               | 9us               |                   |                   |                   |                   |                   |                   |                   |                   |                   |                   |                   |
| Carmen i Josemi  | Desconeguts          | 10us              |                   |                   |                   |                   |                   |                   |                   |                   |                   |                   |                   |                   |

1. ↑  Ainhoa i Idoia van visitar el metge durant aquesta etapa. Van arribar les últimes, però l'organització va decidir que serien Carlos i Mario els que havien de carregar amb el hàndicap en l'etapa següent.
2. ↑  Ainhoa i Idoia van abandonar per consell mèdic. A Idoia li va ressorgir un càncer que pensava que havia superat.
3. ↑  Bego i Noel van decidir abandonar al final del primer dia de la quarta etapa.

     Els concursants no estaven en la Carrera.
     La parella va ser eliminada.
     La parella va arribar última en una etapa de no eliminació, havent-se d'enfrontar a un hàndicap en la següent etapa.
     La parella va guanyar la prova d'immunitat.
     La parella va guanyar la prova d'immunitat i va arribar primera en l'etapa.
     La parella va arribar primera a una etapa i va guanyar un amulet.
     La parella va abandonar Pekín Express.
     La parella va abandonar el programa per raons mèdiques.
     Finalistes de Pekín Express.
     Guanyadors de Pekín Express.